# Lijst van burgemeesters van Vleuten-De Meern
Dit is een lijst van burgemeesters van de voormalige Nederlandse gemeente Vleuten-De Meern. Deze gemeente ontstond op 1 januari 1954 uit (delen van) de gemeenten Haarzuilens, Oudenrijn, Veldhuizen en Vleuten en ging op 1 januari 2001 op in de gemeente Utrecht.
| Ambtsperiode | Naam burgemeester         | Partij of stroming | Bijzonderheden                                                                                     |
| ------------ | ------------------------- | ------------------ | -------------------------------------------------------------------------------------------------- |
| 1954 - 1974  | J.H. van der Heide        |                    | sinds 1946 al burgemeester van Vleuten en Haarzuilens                                              |
| 1974 - 1988  | Mans (H.A.C.) Middelweerd | KVP / CDA          | |
| 1988 - 2001  | Jan (J.J.F.M.) Westra     | CDA                | In de periode 1992-1993 was Herman (H.A.) van Zwieten (CDA) enkele maanden waarnemend burgemeester |